# Marie-Élisabeth
Marie-Élisabeth est un prénom composé, formé des prénoms Marie et Élisabeth. 
- Marie-Élisabeth d'Autriche
- Marie-Élisabeth de Saxe-Meiningen
- Marie-Élisabeth de France
- Marie-Élisabeth de Habsbourg-Lorraine
- Marie-Élisabeth de Bavière
- Marie Élisabeth Éléonore Alexandrine de Mecklembourg-Schwerin
- Marie-Clotilde-Élisabeth Louise de Riquet
- Marie Élisabeth Veys

## Voir
- Marie-Isabelle